# 771 Libera
A 771 Libera (ideiglenes jelöléssel 1913 TO) a Naprendszer kisbolygóövében található aszteroida. J. Rheden fedezte fel 1913. november 21-én.